# Павьюга
Павьюга (Тюга) — река в России, протекает по Республике Коми. Устье реки находится в 11 км по правому берегу реки Светлая. Длина реки составляет 50 км.

## Притоки
- 19 км: Травяной (лв)
- 24 км: ручей Павьюга (пр)
- 27 км: река без названия (лв)

## Данные водного реестра
По данным государственного водного реестра России относится к Двинско-Печорскому бассейновому округу, водохозяйственный участок реки — Печора от водомерного поста Усть-Цильма и до устья, речной подбассейн реки — бассейны притоков Печоры ниже впадения Усы. Речной бассейн реки — Печора.
Код объекта в государственном водном реестре — 03050300212103000078533.